# Pleiocraterium plantaginifolium
Pleiocraterium plantaginifolium är en måreväxtart som först beskrevs av George Arnott Walker Arnott, och fick sitt nu gällande namn av Cornelis Eliza Bertus Bremekamp. Pleiocraterium plantaginifolium ingår i släktet Pleiocraterium och familjen måreväxter. Inga underarter finns listade i Catalogue of Life.